# アルゼンチンの国旗
アルゼンチンの国旗は、横に空色・白・空色の三層で中央に太陽のシンボル。この色は1810年5月のリオ・デ・ラ・プラタ副王領政府に対するポルテーニョ（ブエノスアイレス市民）民兵隊の蜂起（五月革命）の際に使われた帽章の色に由来し、旗そのものはマヌエル・ベルグラーノ将軍がロサリオでのスペイン軍との戦いの後、両軍の旗が同じ色（スペインの血と金＝赤と黄色の旗）であることに気付いて戦闘終了後に作成し、1818年2月25日に正式に採用された。当初は今の国旗と同じデザインだったが、間も無く三層の内空色の部分が青になった。その後、政情変化などによる数度の変更を経て1862年に今の国旗と同じデザインに戻り、2010年にサイズが変更された。
この蜂起の日付（5月25日）を記念して、中央の太陽は「五月の太陽」と呼ばれ、古代インディオの、つまりインカ帝国の独立の象徴である太陽神インティを表し、当時のラ・プラタ地域で流通していた8エスクード硬貨の意匠があしらわれた。スペイン統治時代は、スペインの国旗が掲げられた。
徽章等に使用されるときは「五月の太陽」が省略されるときがある。

## 歴史的な旗

?1785年までの旗
?1785年の旗
?1785年 - 1812年
?1812年にマヌエル・ベルグラーノが制定した旗。
ベルグラーノの小旗。
?1813年にベルグラーノが制定し、1816年から1818年までリオ・デ・ラ・プラタ連合州で使用された国旗。
?1818年に「五月の太陽」が加えられ、正式に改訂された国旗。
?1829年-1835年
?1835年-1850年
?1850年-1861年
?1861年-2010年
アルゼンチン海軍国籍旗
?現在の国旗（縦横比2:3の別タイプ）